# Hohe Kirche (Lemgow)

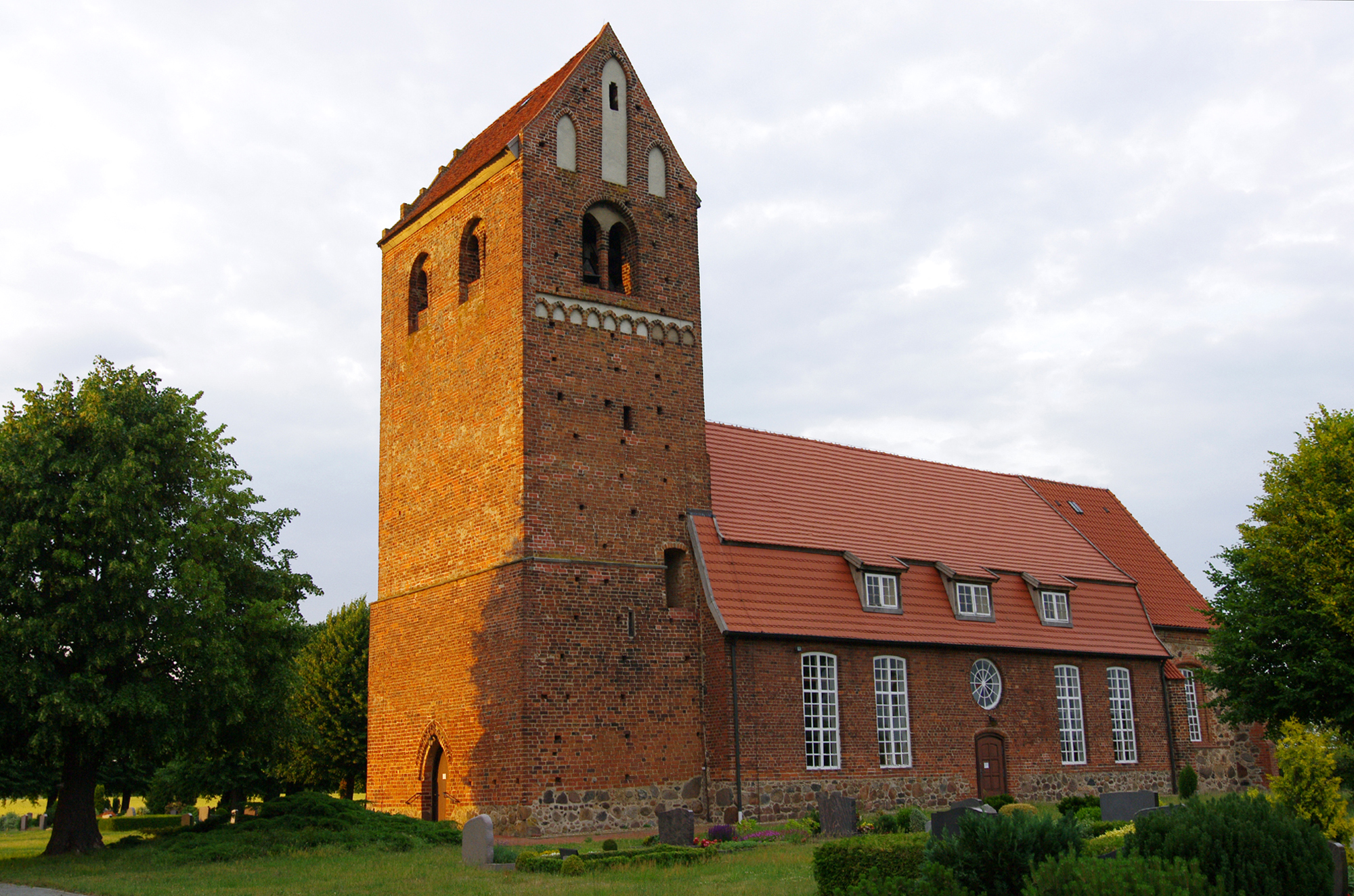
Gotischer Backsteinturm, barockes Kirchenschiff

Die evangelisch-lutherische Hohe Kirche in der Gemeinde Lemgow im Wendland steht auf freiem Feld an leicht erhöhter Stelle zwischen den Rundlingsdörfern des Moränenplateaus Lemgow und des südlich angrenzenden Urstromtals. Der eigentliche Name, ‚Johanneskirche‘, wird auch von der Kirchengemeinde kaum noch benutzt.
Das Bauwerk ist beinahe exakt geostet und wurde im 13. Jahrhundert als zentrale Kirche für zwölf Dörfer errichtet, zumindest teilweise aus Feldstein.
Ab etwa 1450 wurde an das Westende des Schiffs der gotische Backsteinturm gebaut. Sein Grundriss ist rechteckig, die Kantenlänge quer zur Längsachse der Kirche die größere. Damit ähnelt er dem an Kirchen der Altmark und der Mark Brandenburg häufigen Westbau. An seiner Südseite, heute unter dem Knick des benachbarten Mansardendaches, weist er eine typisch spätgotische Fensteröffnung mit gerundeten Ecken auf. Sein Glockengeschoss hat Biforien aus schmalen Spitzbogenfenstern in fast gleichmäßig runden Blendarkaden.

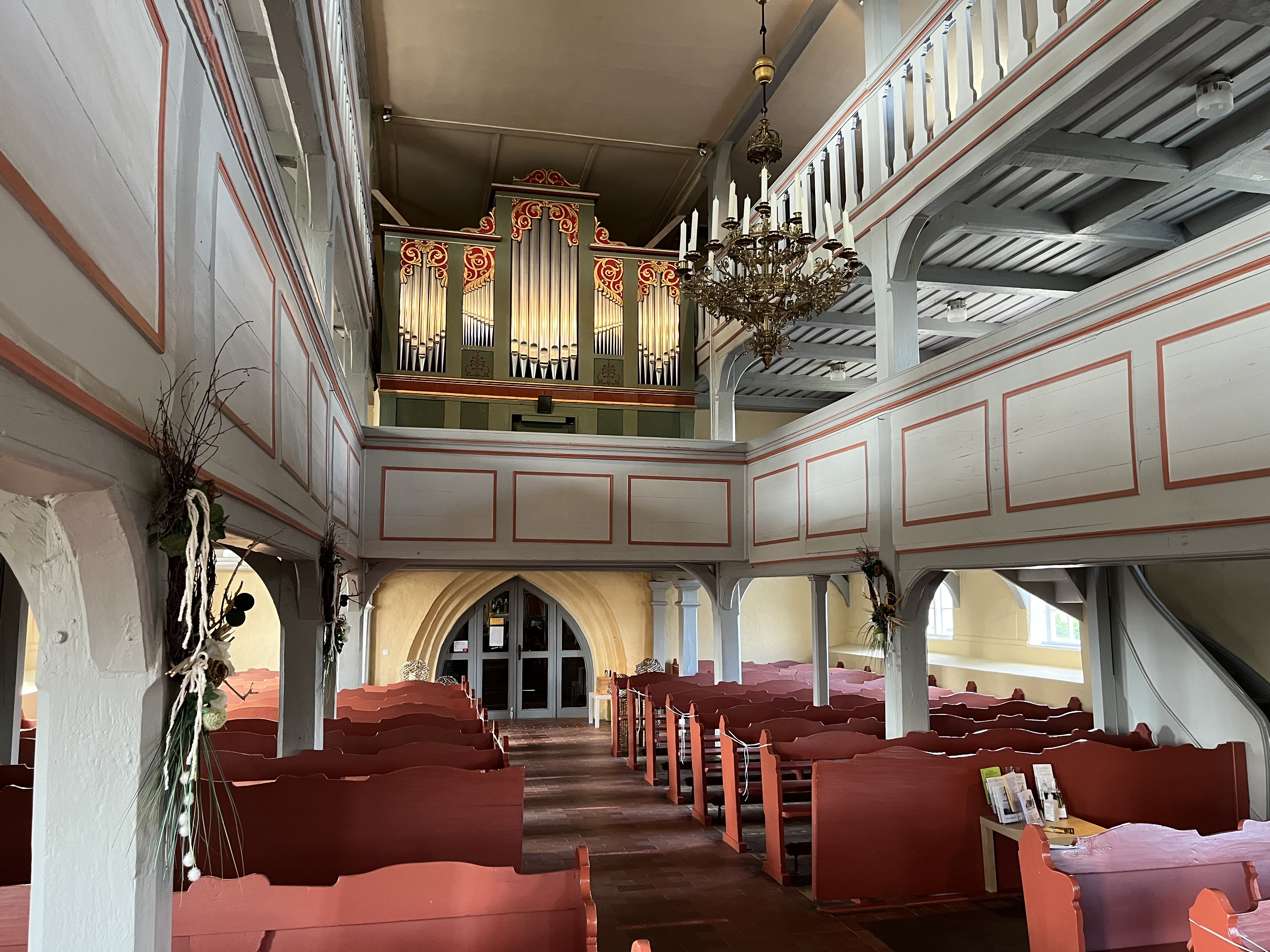
Innenraum mit zweistöckigen Seitenemporen und Orgel

Im 18. Jahrhundert war das Kirchenschiff so baufällig, dass es der Gemeinde kaum noch Witterungsschutz bot. Daraufhin wurde es 1770|1771 durch das heutige Schiff in schlichtem Barockstil ersetzt, bis auf den Sockelbereich aus Backstein.
Der polygonale Chor, überwiegend aus Feldstein errichtet, hat barocke Fenster und eine barocke Raumdecke, aber noch seinen gotischen Grundriss mit Strebepfeilern, wie sie eher für ein gotisches Gewölbe gebraucht wurden.
Er enthält einen barocken Kanzelaltar.
An beiden Längsseiten des Kirchenschiffs erstrecken sich zwei Emporen übereinander. Die unteren erhalten noch Licht aus den mit Segmentbögen abgeschlossenen Mauerfenstern, die oberen aus Mansardenfenstern.
Die Orgel erstellte 1856 der Hannoveraner Orgelbauer Eduard Meyer (1806–1889).
Der Friedhof um die Kirche hat sein Zentrum vor dem Westturm und wird im Norden durch eine Lindenallee begrenzt.

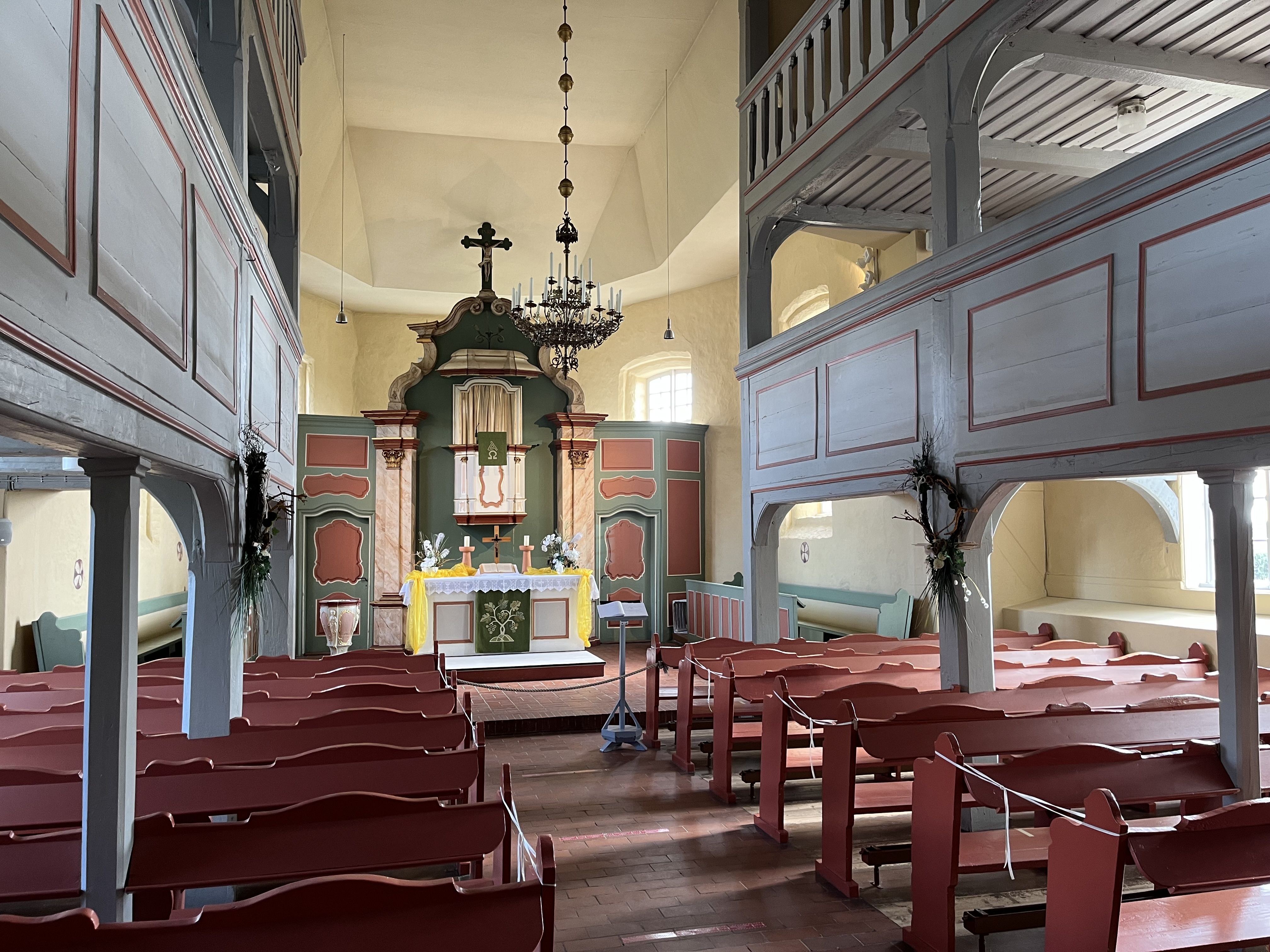
Innenraum mit Blick auf Altar und Kanzel